# Helena Arkawin
Helena Arkawin (ur. 3 lutego 1878 w Płocku lub 1883, zm. we wrześniu 1943 w Warszawie) – polska aktorka i reżyser teatralna, także recytatorka.

## Życiorys
Była córką Ignacego Arkawin i Cecylii z Segałów
. Ukończyła warszawskie gimnazjum, a następnie uczyła się w Klasie Dykcji i Deklamacji przy Warszawskim Teatrze Muzycznym, której absolwentką została w 1899. Na scenie zadebiutowała 15 listopada 1900 tytułową rolą w spektaklu Ksenia.
Została zaangażowana do Teatru Miejskiego we Lwowie, gdzie szybko dostrzeżono jej talent, nieskazitelną dykcję oraz dobre warunki zewnętrzne. Często powierzano jej główne, a co za tym idzie niezwykle odpowiedzialne role, najczęściej amantek lub bohaterek. Równocześnie pracowała jako recytatorka.
W latach 1902–1911 była aktorką krakowskiego Teatru Miejskiego, potem występowała w Warszawie, Łodzi, Petersburgu oraz w innych miastach. Na początku lat 30. XX w. występowała oraz reżyserowała w teatrach bydgoskich, a później – poznańskich. Wystąpiła w filmie Tajemnice Warszawy z 1917.
Około 1937 przeniosła się do stolicy. Aresztowana na skutek denuncjacji, trafiła na Pawiak, zamordowana w al. Szucha w 1943 roku.

## Spektakle (wybór)

### Teatr Miejski, Lwów
- 1900 - Ksenia jako Ksenia
- 1900 - Baśń Nocy Świętojańskiej jako Pszczółka
- 1900 - Tragedie duszy jako Katarzyna Nemi
- 1901 - Psyche jako Regina
- 1901 - Wesele jako Maryna; Rachel
- 1901 - Uroczne oczy jako Lydia
- 1901 - Wnętrze jako Maria
- 1901 - Życie we dwoje jako Zuzanna
- 1901 - Młynarz i jego córka jako Maria
- 1901 - Pan sędzia jako Laura Leplantois
- 1901 - Biada kłamcy jako Edryta
- 1901 - Nadzieja jako Klementyna
- 1902 - Nikt mnie nie zna jako Klara
- 1902 - Tamten jako Maria
- 1902 - Królowa Bajka jako Sen
- 1902 - Nasze szwaczki jako Anna
- 1902 - Wieczór Trzech Króli jako Oliwia
- 1902 - Intryga i miłość jako Ludwika

### Teatr Miejski, Kraków
- 1902 - Szczęście jako Genowefa
- 1902 - Nie-Boska komedia - Prolog
- 1903 - Bolesław Śmiały jako Niewierna żona
- 1904 - Eros i Psyche jako Arete
- 1905 - Wesele jako Marynia
- 1905 - Tamten jako Pani Wielborska
- 1905 - Skarb jako Wdowa
- 1905 - Terakoja jako Tonami
- 1905 - Żydzi jako Chana
- 1905 - Betleem polskie jako Mieszczka z poznańskiego
- 1906 - Wieczór Trzech Króli jako Oliwia
- 1906 - Dzieci słońca jako Helena Mikołajewna
- 1906 - Starościc ukarany jako Krystyna Szydłowska
- 1906 - Pelleas i Melisanda jako Genowefa
- 1906 - Moloch jako Wanda
- 1906 - 300 dni jako Berta
- 1906 - Barbarzyńcy jako Anna Fiodorówna
- 1906 - Odwieczna baśń jako Bożena
- 1906 - Zimowa powieść jako Czas
- 1906 - Wiśniowy sad jako Waria
- 1906 - Sherlock Holmes jako Alicja Faulkner
- 1906 - Moralność pani Dulskiej jako Lokatorka
- 1907 - Rycerze Północy jako Dagna
- 1907 - Beatrix Cenci jako Furia III
- 1907 - Miłość jako Malarka
- 1907 - Piękna Mirandolina jako Hortensja
- 1907 - Cyd jako Wisła
- 1907 - Ciocia Baruch jako Klara
- 1908 - Stypa jako Drena
- 1908 - Miłość czuwa jako Firmina Bernier
- 1908 - Chmury jako I przodownica chóru Chmur
- 1908 - Mąż męczennik jako Marcelina
- 1908 - Salamandra jako Zofia Porkowska
- 1908 - Car Samozwaniec jako Carica Marina Mniszkówna
- 1908 - Cześć dla krzyża jako Julia
- 1908 - Lady Godiva jako Służebna
- 1908 - Gdy umarli obudzimy się jako Maja
- 1908 - Krakus książę nieznany jako Źródło
- 1908 - 2x2=5 jako Estera Abel (reż. Maksymilian Węgrzyn)
- 1908 - Pani zamku Ostrot jako Elina Gyldenlove (reż. Józef Sosnowski)
- 1908 - Wampir jako Lea (reż. J. Sosnowski)
- 1908 - Związek nadpostępowy jako Zofia
- 1908 - Mój dzieciak jako Pani de Precigne
- 1908 - Noc listopadowa jako Nike spod Cheronei
- 1908 - Ojciec i syn jako Pani Berta Lund
- 1909 - Miłosierna dusza jako Kolomba

### Inne teatry
Teatr Miejski im. Słowackiego, Kraków
- 1910 - Dzieje Orestesa jako Kassandra

Teatr Polski, Poznań
- 1920 - Moralność pani Dulskiej jako Juliasiewiczowa (reż. Roman Żelazowski)
- 1922 - Lilla Weneda jako Gwinona (reż. Nina Młodziejowska)